# NGC 5212
NGC 5212 (другие обозначения — ZWG 45.14, PGC 47687) — галактика в созвездии Дева.
Этот объект входит в число перечисленных в оригинальной редакции «Нового общего каталога».